# 24218 Linfrederick
24218 Linfrederick è un asteroide della fascia principale. Scoperto nel 1999, presenta un'orbita caratterizzata da un semiasse maggiore pari a 2,3174440 UA e da un'eccentricità di 0,1125958, inclinata di 2,72276° rispetto all'eclittica.